# 크리스 코글런
크리스토퍼 B. "크리스" 코글런(영어: Christopher B. "Chris" Coghlan, 1985년 6월 18일~)은 미국의 전 프로 야구 선수로 포지션은 외야수이다. 현역 시절에 메이저 리그 베이스볼에서 시카고 컵스, 마이애미 말린스, 오클랜드 애슬레틱스와 토론토 블루제이스 소속으로 활약하였다.  코글런은 2009년 "올해의 내셔널 리그 신인 선수"로 선정되었다.

## 경력

### 고등학교와 대학 경력
메릴랜드주 록빌에서 태어난 코글런은 플로리다주 타폰 스프링스에 있는 이스트레이크 고등학교를 다녔다.  그는 2003년 메이저 리그 베이스볼 드래프트의 18번째 라운드 (전체 546위)에서 애리조나 다이아몬드백스에 의하여 선발되었으나 계약을 맺지 않고 대신 올미스 레블스를 위하여 대학 야구를 하는 데 미시시피 대학교에서 수학하기로 선택하였다.  2004년 코글런은 3루수에서 54개의 경기들을 시작하여 사우스이스턴 컨퍼런스 (SEC) 전신입생 팀으로 이루었다.  그는 2005년 올SEC 세컨드 팀으로 임명되었다.  그는 2005년 케이프코드 야구 리그의 채덤 애슬레틱스를 위하여 대학생 하계 야구를 활약하여 .346의 평균과 함께 타구에서 리그를 이끌었다.  2006년 그는 퍼스트 팀 올 SEC와 서드 팀 올아메리칸 선발 선수였다.
코글런은 2006년 메이저 리그 베이스볼 드래프트의 첫 라운드 (전체 36위)에서 플로리다 말린스에 의하여 선발되어 계약을 맺었다.

### 플로리다/마이애미 말린스

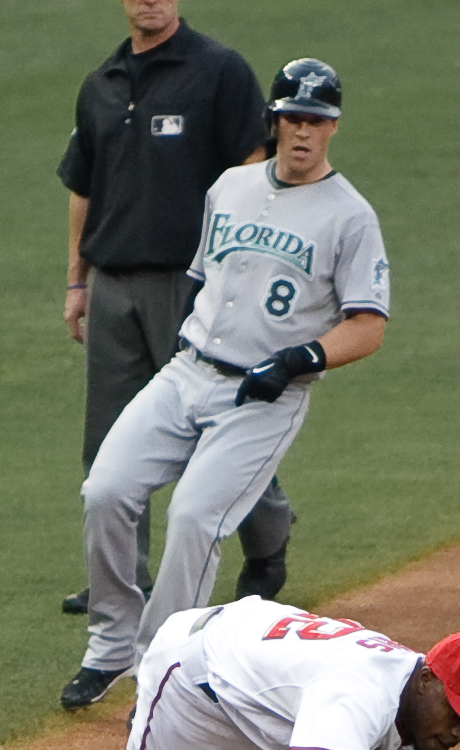
플로리다 말린스 활약 시절의 코글런 (2009년)

말린스 조직에 가입한 후, 코글런은 걸프코스트 말린스 (신인 수준), 제임스타운 재머스 (로우 A), 그린스보로 그라스호퍼스 (A), 주피터 해머헤즈 (하이 A), 캐롤라이나 머드캐츠 (더블 A)와 뉴올리언스 제퍼러스 (트리플 A)를 위하여 활약하였다.  마이너 리그에서 그의 시간의 거의는 그의 3루수의 대학 포지션에서 2루수로 교체로 보내졌고, 플로리다 말린스로 소집되었을 때 결국적으로 좌익수로 옮겨졌다.
코글런은 2009년 5월 8일 자신의 메이저 리그 데뷔를 하였다.  8월 9일 그는 8개에 연속적 다수 안타 경기를 위하여 말린스의 팀 기록을 세웠다.
2009년 8월 코글런은 41개의 안타를 가져 1998년 8월 토드 헬턴 이래 신인 선수를 위하여 가장 많은 것으로 자신에게 "이번달의 신인 선수" 영예를 얻게 하였다.  그러고나서 그는 2009년 9월/10월 50개의 안타와 함께 따라져 40개 이상의 연속적 안타와 함께 첫 신인 선수이자 2004년 스즈키 이치로 이래 그렇게 하는 데 첫 선수가 되었다.  그의 .321의 타구 평균은 전체 선수들 중에 내셔널 리그에서 6위이자 전체 신인 선수들 중에 1위였다.  메이저 리그 베이스볼 올스타 브레이크가 있던 후에 코글런은 타구 평균 (.372)과 안타 (113)에서 전체 메이저 리그 선수들을 이끌었다.  그의 전체 상연은 2009년 11월 16일 "올해의 내셔널 리그 신인 선수" 상을 얻게 하였다.
2012년 4월 코글런은 브라이언 피터슨이 자신의 자리를 차지하는 데 다시 불러지면서 뉴올리언스로 보내졌다.  코글런은 마이애미에서 .299의 OPS와 2개의 타점과 함께 .121 점을 타구하고 있었다.  5월 코글런과 도너번 솔라노는 에밀리오 보니파시오가 엄지손가락 부상과 함께 장애자 명단에 놓인 후, 말린스에 의하여 소집되었다.  그는 하나의 타점과 함께 0 승 4 패로 간 클리블랜드 인디언스를 상대로 같은 날을 시작하였다.  6월 코글런은 스콧 커즌스를 위하여 자리를 마련하는 데 두번째로 뉴올리언스 제퍼러스로 보내졌다.
2013년 시즌 후에 코글런은 마이애미에 의하여 부드럽지 않아 자유 계약 선수가 되었다.

### 시카고 컵스

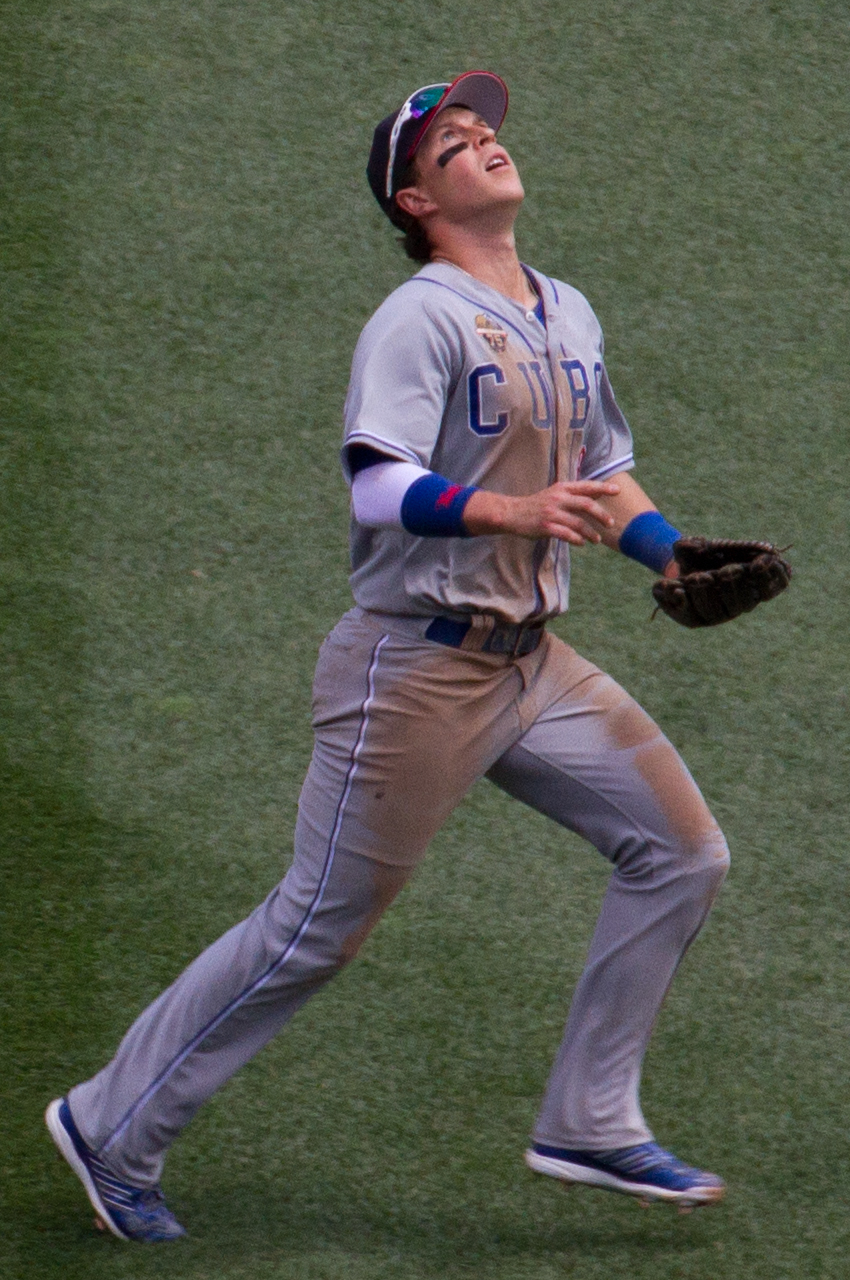
시카고 컵스와 함께 (2015년)

2014년 1월 코글런은 시카고 컵스와 함께 스프링 트레이닝 초청을 포함하여 마이너 리그 거래에 계약하였다.  5월 3일 컵스는 트리플 A 아이오와 컵스로부터 그의 계약을 선발하였다.  그는 컵스와 함께 125개의 경기에서 활약하여 9개의 홈런과 41개의 타점과 함께 .283 점을 타구하여 385개의 타수와 함께 좌익수와 중견수 사이에 전환하였다.  그는 가장 가끔 선두 타자로서 이용되었고 .352의 출루율을 가졌다.

### 오클랜드 애슬레틱스
2016년 2월 25일 컵스는 오른손 잡이 투수 에런 브룩스를 위하여 코글런을 오클랜드 애슬레틱스로 이적시켰다.  애슬레틱스와 함께 코글런은 .146 점을 타구하였다.

### 컵스와 두번째 병역
2016년 6월 9일 애슬레틱스는 아리스멘디 알칸타라를 위하여 코글런을 컵스로 이적시켰다.  코글런은 하나의 홈런과 16개의 타점과 함께 .252 점을 타구하여 2016년을 끝내는 데 컵스와 함께 48개의 경기를 활약하였다.  양팀과 합쳐진 2016년에 전체로서 코글런은 .188의 평균, 6개의 홈런과 30개의 타점과 함께 총 99개의 경기를 활약하였다.  컵스는 103 승 58 패의 기록과 함께 시즌을 끝내 내셔널 리그 중부 디비전 결말을 지었다.  컵스는 결국적으로 클리블랜드 인디언스에 월드 시리즈를 우승하여 자신들의 108년간 장기적 결핍을 끝냈다.

### 필라델피아 필리스
2017년 2월 2일 코글런은 필라델피아 필리스와 함께 마이너 리그 계약을 맺었고, 3월 28일 필리스에 의하여 나가게 되었다.

### 토론토 블루제이스
2017년 4월 1일 코글런은 토론토 블루제이스와 마이너 리그 계약을 맺고 트리플 A 버펄로 바이슨스로 지정되었다.  그는 4월 14일 블루제이스에 의하여 소집되었다.  4월 25일 세인트루이스 카디널스를 상대로 경기에서 코글런은 태그 아웃을 피하고, 7번째 이닝의 정상에서 앞서가는 득점을 매기는 데 카디널스의 포수 야디에르 몰리나에 뛰어들어 굴러 "올해의 활약" 후보직을 매겼다.  블루제이스는 11개의 이닝에서 6 대 5로 우승하였다.  코글런은 8월 12일 지명 할당되었고 3일 후에 나오게 되었다.

### 컵스와 3번째 병역
2018년 3월 29일 코글런은 시카고 컵스와 함께 마이너 리그 계약을 맺어 11월 3일 자유 계약 선수로 뽑혔다.